# Alosimus tyrrhenicus
Alosimus tyrrhenicus is een keversoort uit de familie van oliekevers (Meloidae). De wetenschappelijke naam van de soort is voor het eerst geldig gepubliceerd in 1989 door Bologna.